# Матеј I Јерусалимски
Свети Матеј Јерусалимски (умро 120. године) је био хришћански светитељ из 2. века и епископ града Јерусалима, у периоду 113–120. године.
Матеј је вероватно био епископ неколико година после Тобије до 120. године. За време свог епископата суочио се са тешком ситуацијом римских прогона хришћана и јеврејског устанка. Према Јевсевију из Цезареје био је јеврејски хришћанин. Прогонио га је цар Хадријан (117–138), али је мирно умро око 120. године нове ере.